# Micromyzella anisopappi
Micromyzella anisopappi är en insektsart som beskrevs av Remaudière, G. 1985. Micromyzella anisopappi ingår i släktet Micromyzella och familjen långrörsbladlöss. Inga underarter finns listade i Catalogue of Life.